# Перистожаберные
Перистожа́берные, или крыложа́берные (лат. Pterobranchia, от др.-греч. πτερόν — «крыло», βράγχια — «жабры») — класс морских животных типа полухордовых.
Известно 22 современных вида в 2 родах, относимых к разным отрядам — Rhabdopleuroidea и Cephalodiscoidea. Особенно распространены в морях, омывающих Антарктиду, но встречаются и в экваториальных, и в северных морях.

## Описание
В отличие от кишечнодышащих, перистожаберные — сидячие животные, обычно колониальные. Колонии в виде корок или кустиков, где внутри полых трубочек сидят сами животные (зооиды). Размер зооида — от 0,5 до 5 мм.
Хоботок у перистожаберных превратился в головной щит. В нём есть клетки, выделяющие белковый материал, из которого состоят трубочки колонии. За головным щитом расположен воротниковый отдел, на котором растут руки (от 2 до 18 или даже до 50 штук). Каждая рука несёт 2 ряда щупалец, напоминая перо (отсюда название). На щупальцах есть клетки со жгутиками. Щупальца служат для дыхания и сбора пищи. Туловищный отдел мешковидный. На нём расположена одна пара жаберных щелей, ведущих в глотку (у Rhabdopleura редуцированы). Тело кончается длинным сократимым стебельком, который у Cephalodiscus несёт клейкие железы.
Раздельнополы. Развитие протекает с метаморфозом: личинка прикрепляется ко дну и превращается во взрослое животное, которое путём почкования образует новую колонию.

## Эволюционная история

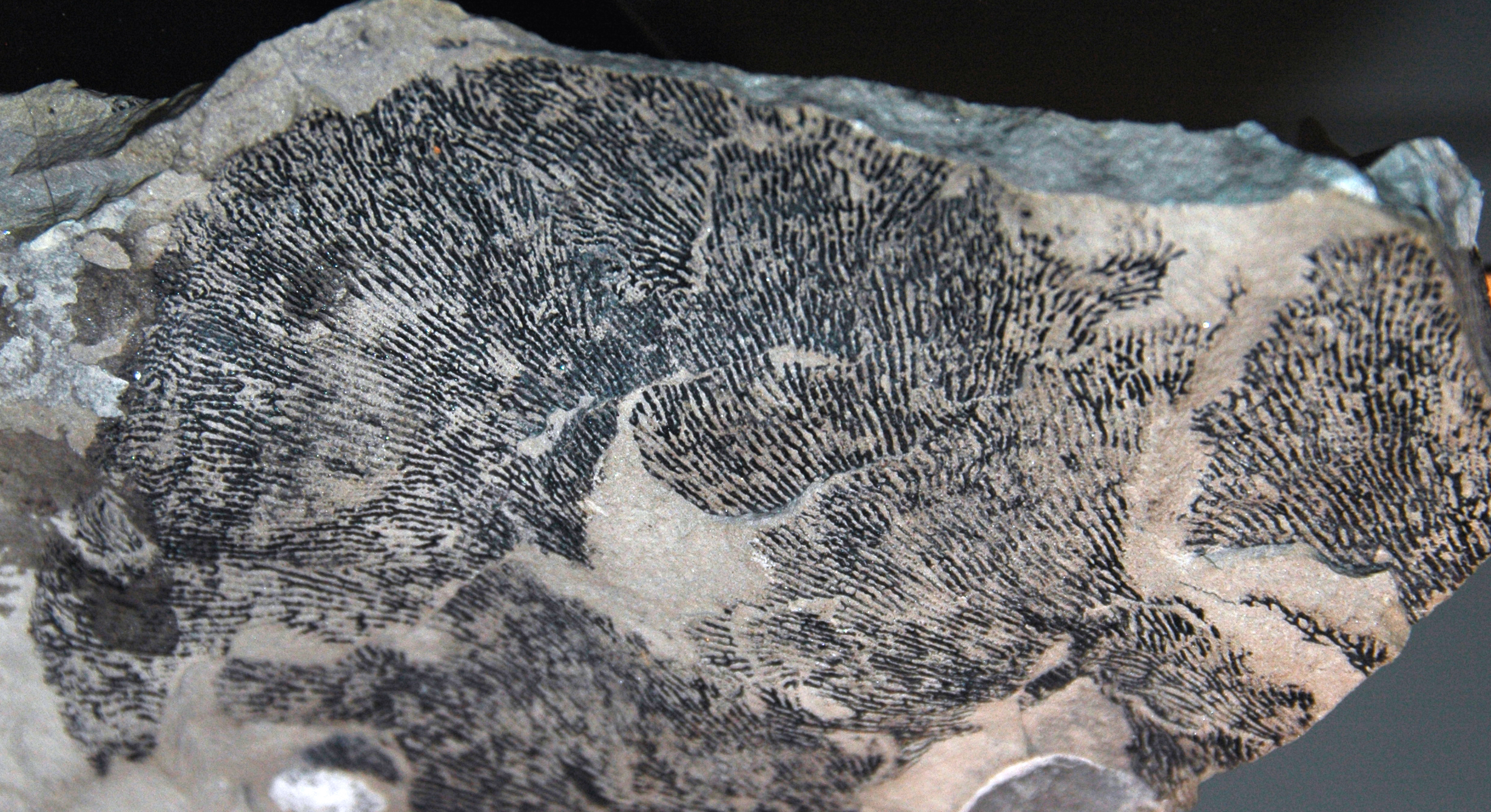
Остатки граптолитов Dictyonema crassibasale (силур)

Молекулярные данные показали монофилию перистожаберных. В ископаемом состоянии они известны с первого века кембрия — фортунского (Sokoloviina costata из ровенского горизонта Украины). В ордовике появились планктонные формы перистожаберных, и с этого времени их остатки встречаются регулярно.

## Классификация
Согласно World Register of Marine Species (2019) и Tassia et al., 2016, современные перистожаберные представлены 22 видами в 2 родах, каждый в отдельном отряде:
- Класс Cephalodiscida
  - Отряд Cephalodiscoidea
    - Семейство Cephalodiscidae
      - Род Цефалодискусы (Cephalodiscus)
        - Cephalodiscus agglutinans Harmer & Ridewood, 1914
        - Cephalodiscus atlanticus Bayer, 1962
        - Cephalodiscus australiensis Johnston & Muirhead, 1951
        - Cephalodiscus calciformis Emig, 1977
        - Cephalodiscus densus Andersson, 1907
        - Cephalodiscus dodecalophus M’Intosh, 1882
        - Cephalodiscus evansi Ridewood, 1918
        - Cephalodiscus fumosus John, 1931
        - Cephalodiscus gilchristi Ridewood, 1908
        - Cephalodiscus gracilis Harmer, 1905
        - Cephalodiscus graptolitoides Dilly, 1993
        - Cephalodiscus hodgsoni Ridewood, 1907
        - Cephalodiscus indicus Schepotieff, 1909
        - Cephalodiscus kempi John, 1932
        - Cephalodiscus levinsoni Harmer, 1905
        - Cephalodiscus nigrescens Lankester, 1905
        - Cephalodiscus sibogae Harmer, 1905
        - Cephalodiscus solidus Andersson, 1907
- Класс Graptolithina
  - Отряд Rhabdopleuroidea
    - Семейство Rhabdopleuridae
      - Род Rhabdopleura
        - Rhabdopleura annulata Norman 1921
        - Rhabdopleura compacta Hincks 1880
        - Rhabdopleura normani Allmann, 1869
        - Rhabdopleura recondita Beli, Cameron and Piraino, 2018
        - Rhabdopleura striata Schepotieff 1909
        - ? Rhabdopleura grimaldi  Julien 1890 nomen dubium
        - ? Rhabdopleura manubialis Jullien & Calvet 1903 nomen dubium
        - † Rhabdopleura delmari Mortelmans 1955
        - † Rhabdopleura graysoni Chapman, Durman & Rickards 1995
        - † Rhabdopleura hollandi Rickards, Chapman & Temple 1984
        - † Rhabdopleura kozlowskii Kulicki 1969
        - † Rhabdopleura obuti Durman & Sennikov 1993
        - † Rhabdopleura sinica Chapman, Durman & Rickards 1995
        - † Rhabdopleura vistulae Kozlowski 1956

Был описан и ещё один род современных перистожаберных — Atubaria с единственным видом Atubaria heterolopha Sato, 1936 (известным лишь по нескольким отдельным зооидам), но авторы вышеприведённой системы рассматривают его как nomen dubium.
К перистожаберным относят граптолитов — широко распространённых в палеозое колониальных животных, которых ранее выделяли в отдельный класс.